# Chögyam Trungpa

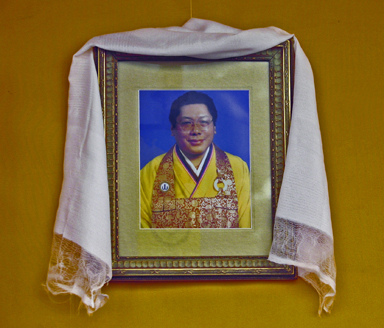
Chogyam Trungpa Rinpoche

Chögyam Trungpa (en transliteració Wylie: Chos rgyam Drung pa) (Nangchen, Kham, Tibet, 5 de març de 1939 – Halifax, Canadà, 4 d'abril de 1987) va ser un mestre tibetà de meditació budista i titular dels llinatges Kagyu i Nyingma del budisme tibetà, l'onzè del llinatge Tulku Trungpa, abat suprem dels monestirs Surmang, intel·lectual, professor, poeta, artista, i artífex d'una reelaboració dels ensenyaments budistes tibetans i el mite de Shambhala com una societat il·lustrada que més tard es va anomenar budisme Shambhala.
Reconegut tant per budistes tibetans com per altres mestres i practicants espirituals com a professor preeminent del budisme tibetà, va ser una figura important en l'expansió del budisme a Occident. Va fundar l'organització Vajradhatu i la Universitat Naropa, a més d'establir el mètode de formació anomenat Aprenentatge de Shambhala.
Entre les seves contribucions es troben la traducció de nombrosos textos budistes tibetans, la introducció dels ensenyaments Vajrayana a Occident i una presentació del budisme en gran part desproveïda d'ornaments ètnics. Trungpa va encunyar el terme divina bogeria. Alguns dels seus mètodes i accions d'ensenyament, particularment el consum excessiu d'alcohol, ser faldiller i l'assalt físic d'un estudiant i la seva dona, van causar controvèrsia durant la seva vida i després.

## Biografia

### Primers anys
Chögyam Trungpa va néixer al comtat de Nangchen del Tibet el març de 1939, i era l'onzè en el llinatge de tulkus Trungpa, figures importants del llinatge Kagyu, una de les quatre principals escoles del budisme tibetà. El nom Chögyam és una contracció de Chökyi Gyamtso (en tibetà : ཆོས་ ཀྱི་ རྒྱ་མཚོ་, en transliteració Wylie : Chos-kyi Rcéa. Trungpa (tibetà: དྲུང་ པ་, Wylie: Drung-pa) significa "assistent". Fou profundament entrenat en la tradició Kagyu i rebre el seu títol de khenpo. Chögyam Trungpa també es va formar en la tradició Nyingma, la més antiga de les quatre escoles, i va ser partidària del moviment ecumènic Rimé ("no sectari") dins del budisme tibetà, que aspirava a reunir i posar a disposició tots els valuosos ensenyaments de les diferents escoles, lliure de rivalitats sectàries.

### Fugida del Tibet
L'abril de 1959, quan tenia vint anys, i era cap dels monestirs Surmang va fugir del Tibet, cosa que va explicar al seu llibre Nascut al Tibet. Després de passar l'hivern amagat, va decidir definitivament escapar-se, en assabentar-se que el seu monestir havia estat totalment destruït.
Trungpa va començar la seva travessia acompanyant Akong Rinpoche i un petit grup de monjos, però mentre viatjaven, altres persones van demanar unir-se fins a formar-se finalment un grup de 300 refugiats. Després, menjant-se els seus cinturons de cuir i bosses per sobreviure, van pujar fins als 5800 metres d'alçada dels Himalaies, abans de posar-se fora de perill a Pema Ko Després d'arribar a l'Índia, el 24 de gener de 1960, el grup va ser traslladat amb avió fins a un camp de refugiats.

### Primers ensenyaments a Occident
Rangjung Rigpe Dorje, el setzè Karmapa, era conegut per veure el futur i va fer plans en conseqüència. El 1954, poc després de donar els vots monàstics, Karmapa es va tornar cap a Trungpa i li va dir: "En el futur portaràs el Dharma a Occident". En aquell moment, els estudiants es van preguntar de què podria estar parlant.
A l'exili a l'Índia, Trungpa va començar a estudiar anglès. En col·laboració amb Freda Bedi, qui havia iniciat el projecte Trungpa i Akong Tulku van fundar l'Escola de Joves Lames i, després de cercar el suport del catorzè Dalai Lama, en van ser nomenats cap espiritual i administrador respectivament.
El 1963, amb l'ajuda d'occidentals seguidors, Trungpa va rebre el patrocini de Spalding per estudiar religió comparada a St Antony's College, a la universitat d'Oxford. El 1967, Trungpa i Akong Rinpoche van ser convidats per la Johnstone House Trust a Escòcia per fer-se càrrec d'un centre de meditació, que després es va convertir en Samye Ling, el primer monestir budista tibetà a Occident. El 1970, després d'una ruptura amb Akong, Rinpoche, Trungpa se'n va anar a viure als Estats Units per invitació de diversos estudiants i allà va fundar el que seria l'escola anomenada budisme Shambhala.